# بخش جکسون (شهرستان پری، اوهایو)
بخش جکسون (به انگلیسی: Jackson Township) یک منطقهٔ مسکونی در ایالات متحده آمریکا است که در شهرستان پری، اوهایو واقع شده است. بخش جکسون ۹۸٫۲ کیلومتر مربع مساحت و ۲٬۷۹۱ نفر جمعیت دارد و ۳۰۶ متر بالاتر از سطح دریا واقع شده است.